# Sympycnus pectoralis
Sympycnus pectoralis är en tvåvingeart som beskrevs av Van Duzee 1933. Sympycnus pectoralis ingår i släktet Sympycnus och familjen styltflugor. Inga underarter finns listade i Catalogue of Life.